# Kurkowiczi
Kurkowiczi (ros. Курковичи) – wieś (sieło) w Rosji, w obwodzie briańskim, w rejonie starodubskim. W 2010 liczyła 455 mieszkańców.